# Jelle Cleymans

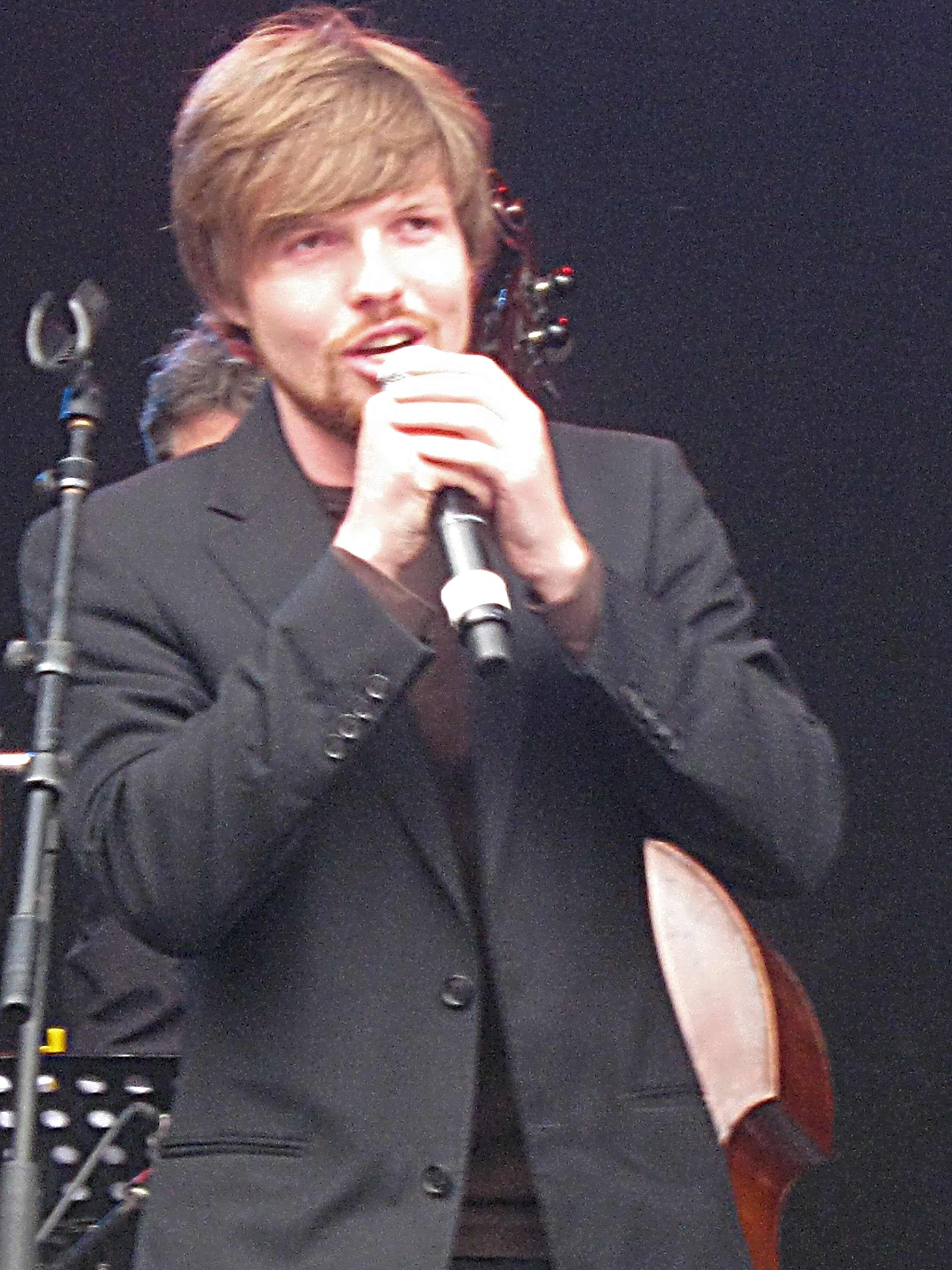
Jelle ('Margootje') op het Kleinkunsteiland in Herentals, 31 juli 2010

Jelle Cleymans (Wilrijk, 8 augustus 1985) is een Belgische acteur, presentator, schrijver en zanger.

## Biografie
Cleymans is de zoon van muzikant Jan Cleymans en actrice Karin Jacobs en is een broer van actrice Clara Cleymans. Hij is door zijn ouders in de showbizz terechtgekomen. Hij verscheen voor het eerst op televisie toen hij 13 jaar was, in De Kotmadam. Hij speelde een van de kinderen die regelmatig snoep komen kopen.
De rol van Evert in de Ketnet-soap Spring in 2002 betekende zijn grote doorbraak. Zijn tweede grote televisierol kreeg hij in maart 2008, toen hij zijn opwachting maakte in Thuis als Jens, de vriend van Paulien Snackaert (gespeeld door Tina Maerevoet), de dochter van Julia Snackaert (vertolkt door Myriam Bronzwaar).
Cleymans begon met presenteren toen hij 12 jaar was. Hij presenteerde toen KTV op Canal+. In 2002 werd Cleymans Ketnetwrapper, een rol die hij vijf jaar zou vervullen. In die periode presenteerde hij ook Op Schok, samen met Kristien Maes, en Gebuisd, een wetenschappelijk programma op Ketnet.
De eerste musicalrol kreeg Cleymans in 1998, toen hij gecast werd als Gavroche in Les Misérables. Voor zijn rol als Kuifje in de musical Kuifje: De Zonnetempel (2007) won hij de Vlaamse Musicalprijs voor beste mannelijke hoofdrol.
Samen met zijn moeder werkte Cleymans aan een drietal boeken met kindergedichten: Op een surfplank naar de maan (2008), Foetsie! (2009) en 1, 2, 3 bijna (2011). Cleymans zette de gedichten op muziek en zong ze in op de bijhorende cd. Ze gingen ook samen op tournee met voorstellingen bij de eerste twee boeken. Hij zingt ook op de cd's bij de boeken Van A tot Zet (2010) en Van 12 tot 1 (2012) van Wally De Doncker (muziek Florejan Verschueren).
Samen met zijn beste vriend Jonas Van Geel vormt hij sinds 2012 de band Cleymans & Van Geel. De band bracht in april 2020 hun eerste album uit, met daarop onder meer de singles Aan de liefde ten onder en Tijgers. Als duo namen de twee in 2019 deel aan De Code van Coppens en in 2021 aan Liefde voor muziek. In 2020 presenteerde Cleymans, eveneens samen met Van Geel, drie uur lang de 1000 klassiekers op Radio 2. In 2020 presenteerde Cleymans het programma De Positivo's op VTM.
In 2022 werd hij presentator op radiozender Joe.
In het najaar van 2022 nam hij deel aan de televisiequiz De Allerslimste Mens ter Wereld.
Op 23 maart 2025 speelde Jelle zijn laatste voorstelling in het pop-up theater.

## Optredens

### Televisie
| Jaar      | Titel              | Rol              | Soort programma         | Zender              | Bijzonderheden |
| --------- | ------------------ | ---------------- | ----------------------- | ------------------- | -------------- |
| 1995      | De vliegende doos  |                  | televisieserie          | VTM                 |                |
| 1995      | De Liegende doos   |                  | televisieserie          | VTM                 |                |
| 1997-1998 | De Kotmadam        | Pieter           | Komische televisieserie | VTM                 | Gastrol        |
| 1998-1999 | Lili en Marleen    | Rosse            | Komische televisieserie | VTM                 | Gastrol        |
| 2000      | Flikken            | Anthony          | Politieserie            | Tv1 (één)           | Gastrol        |
| 2001      | Liefde & Geluk     | Tom Smet         | dramamedy               | Tv1 (één)           |                |
| 2002      | Spoed              | Geert            | Ziekenhuisserie         | VTM                 | Gastrol        |
| 2002-2008 | Spring             | Evert Van Bellum | Vlaamse Jeugdserie      | Ketnet              |                |
| 2008-2015 | Thuis              | Jens De Belder   | soap                    | één                 |                |
| 2009-     | Zigby              | Laurence         | Tekenfilm               | VTMKzoom, VTMKzoom+ | Stem           |
| 2010-     | Tabaluga           | Tabaluga         | Tekenfilm               | VTMKzoom, VTMKzoom+ | Stem           |
| 2010-     | Yoohoo             | Yoohoo           | Tekenfilm               | VTMKzoom, VTMKzoom+ | Stem           |
| 2013      | Binnenstebuiten    | Pieter Verhelst  | Ziekenhuisserie         | VTM                 | Gastrol        |
| 2014      | Amateurs           | Zichzelf         | televisieserie          | VTM                 | Gastrol        |
| 2019      | Dag Sinterklaas    | Ringo            | Vlaamse Jeugdserie      | Ketnet              | Gastrol        |
| 2022      | Rintje             | Rintje           | Tekenfilm               | Ketnet              | Stem           |
| 2024      | De raad van Soekie | Jan Janssens     | Vlaamse Jeugdserie      | Ketnet              | Gastrol        |
| 2024      | Sterregem          | Zichzelf         | televisieserie          | VTM                 | Gastrol        |

### Films
| Jaar | Titel                                           | Rol                                |
| ---- | ----------------------------------------------- | ---------------------------------- |
| 1997 | Vergeet de gids niet (kortfilm)                 | Michael                            |
| 1997 | Napoleon                                        | Stem                               |
| 1999 | Blinker                                         | Steef                              |
| 2004 | Plop en Kwispel                                 | Jelle                              |
| 2005 | Robots                                          | Stem                               |
| 2006 | Windkracht 10: Koksijde Rescue                  | Bert Gorissen                      |
| 2007 | Shrek de derde                                  | Stem van Arthur "Tuurke" Pendragon |
| 2007 | Happily N'Ever After                            | Stem                               |
| 2010 | Zot van A.                                      | Jelle Cleymans                     |
| 2010 | Rapunzel                                        | Stem van Flynn Ryder               |
| 2011 | The Adventures of Tintin: Secret of the Unicorn | Stem van Kuifje                    |
| 2012 | Allez, Eddy!                                    | Joris                              |
| 2014 | Frozen                                          | Stem van Prins Hans                |
| 2018 | Charming                                        | Stem van Frank                     |
| 2019 | Aladdin                                         | Stem van Aladdin                   |
| 2019 | Playmobil: De Film                              | Rex Dasher (stem)                  |

### Theater
| Jaar      | Productie                        | Rol                     | Organisatie                                         |
| --------- | -------------------------------- | ----------------------- | --------------------------------------------------- |
| 1998-1999 | Les Misérables (musical)         | Gavroche                | Music Hall                                          |
| 2002-2003 | Ge4endeeld                       |                         | Slaan en zalven                                     |
| 2007      | Kuifje: De Zonnetempel (musical) | Kuifje                  | Musical Dreams                                      |
| 2008-2009 | Daens (musical)                  | Jan De Meeter           | Studio 100                                          |
| 2009-2010 | De muizenval                     | Christopher Wren        | Loge 10                                             |
| 2010-2011 | Samson en Gert Kerstshow         | Presentator             | Studio 100                                          |
| 2011      | Tien kleine negertjes            | Mr. Rogers              | Loge 10                                             |
| 2011-2012 | Fiddler on the Roof (musical)    | Perchik                 | Musical van Vlaanderen                              |
| 2012      | Robin Hood (musical)             | Robin Hood              | Studio 100                                          |
| 2013-2014 | Amadeus                          | Wolfgang Amadeus Mozart | Loge 10                                             |
| 2014      | '14-'18 (musical)                | Jan Laenens             | Studio 100                                          |
| 2014      | De muizenval                     | Christopher Wren        | Loge 10                                             |
| 2015      | The Story of Sacco & Vanzetti    | Nicola Sacco            | Festivaria                                          |
| 2017      | Pappie loop toch niet zo snel    | Zichzelf                | Met Jonas Van Geel, Gert Verhulst en Maggie MacNeal |
| 2017      | Aspe 2: Het dodelijk jubileum    | Inspecteur De Swaef     | Uitgezonderd Theater                                |
| 2018      | Zoo of Life                      | Tim                     | Zoo van Antwerpen                                   |
| 2018-2022 | '40-'45 (musical)                | Staf Segers             | Studio 100                                          |
| 2020      | Daens (musical)                  | Jan De Meeter           | Studio 100                                          |
| 2022-2023 | Vergeet Barbara (musical)        | Albert Vervaet          | Studio 100                                          |
| 2023      | Red Star Line musical)           | Jan                     | Studio 100                                          |
| 2024-2025 | '14-'18 (musical)                | Jan Laenens             | Studio 100                                          |

## Muziek
Aan de serie Spring (televisiesoap) werd een jongerengroep gekoppeld. Met deze groep, ook Spring genaamd, bracht Cleymans drie albums uit.
In 2008 begon Cleymans met een zomerproject rond kleinkunst, de Chimay kleinkunstterrassen, met Barbara Dex. In 2009 volgde nog een andere kleinkunsttournee, het Kleinkunsteiland, met Lucas Van den Eynde, Maggie MacNeal en JackoBond.
Samen met beste vriend Jonas Van Geel richtte hij in 2003 de coverband Mannen op de Baan op, waarmee zij Nederlandstalige pop- en rocksongs brachten uit zowel Nederland als Vlaanderen. Vanuit de gedachte dat namen verkopen, ging deze band vanaf 2012 verder onder de naam Cleymans & Van Geel. Ditzelfde jaar speelden ze onder andere op de Gentse Feesten. In 2020 verscheen het eerste album van Cleymans & Van Geel, dat op nummer 1 belandde van de Vlaamse albumlijst.
In 2017 toerde Cleymans door Vlaanderen met het programma Pappie loop toch niet zo snel, waarin hij samen met Jonas Van Geel, Gert Verhulst en Maggie MacNeal levensliederen ten gehore bracht.

### Solocarrière
Op 17 september 2010 verscheen zijn Nederlandstalige debuutalbum Naakt doe ik de afwas. Na deze cd-voorstelling volgde ook een theatertournee. Begin mei 2010 lag zijn eerste solosingle in de winkel. De single kwam binnen in de Vlaamse top 10 op nummer 6 en stond vijf weken in de lijst.
Op 12 februari 2013 stelde Cleymans zijn tweede album Welk oog en hoeveel tranen voor. De titelsong kwam binnen in de Vlaamse 10 op nummer 2, het nummer stond er 5 weken in waarvan 1 week op nummer 1. Op 16 augustus 2013 won hij bovendien voor dit nummer de Radio 2 Zomerhit voor Beste Nederlandstalig Lied.
Zijn derde album, Napoleon XXIII, kwam uit in 2015. In het najaar van 2022 verscheen zijn vierde soloalbum Roubaix.

### Discografie
Zie ook de discografieën van Spring en Cleymans & Van Geel.

#### Albums
| Album met hitnotering(en) in de Vlaamse Ultratop 200 albums | Datum van verschijnen | Datum van binnenkomst | Hoogste positie | Aantal weken | Opmerkingen |
| ----------------------------------------------------------- | --------------------- | --------------------- | --------------- | ------------ | ----------- |
| Naakt doe ik de afwas                                       | 17-09-2010            | 02-10-2010            | 42              | 4            |             |
| Welk oog en hoeveel tranen                                  | 08-02-2013            | 23-02-2013            | 46              | 32           |             |
| Napoleon XXIII                                              | 30-10-2015            | 07-11-2015            | 37              | 14           |             |
| Roubaix                                                     | 28-10-2022            | 29-10-2022            | 15              | 5            |             |

#### Singles
| Single met hitnotering(en) in de Vlaamse Ultratop 50   | Datum van verschijnen | Datum van binnenkomst | Hoogste positie | Aantal weken | Opmerkingen                                            |
| ------------------------------------------------------ | --------------------- | --------------------- | --------------- | ------------ | ------------------------------------------------------ |
| Alles is leuker                                        | 29-10-2004            | 06-11-2004            | tip10           | -            | met Kabouter Plop / Nr. 6 in de Vlaamse Top 10         |
| Naakt doe ik de afwas                                  | 07-06-2010            | 19-06-2010            | tip4            | -            | Nr. 11 in de Radio 2 Top 30 Nr. 3 in de Vlaamse Top 10 |
| En een kameel                                          | 29-01-2011            | 29-01-2011            | tip43           | -            |                                                        |
| Afspraak aan het kruispunt                             | 16-04-2012            | 28-04-2012            | tip42           | -            | Nr. 10 in de Vlaamse Top 10                            |
| Welk oog en hoeveel tranen                             | 17-12-2012            | 12-01-2013            | tip5            | -            | Nr. 24 in de Radio 2 Top 30 Nr. 1 in de Vlaamse Top 10 |
| Zonnige dagen                                          | 2013                  | 22-06-2013            | tip46           | -            |                                                        |
| Gelukkig ben                                           | 2013                  | 13-12-2013            | tip29           | -            |                                                        |
| Kevin Janssens niet                                    | 01-06-2015            | 20-06-2015            | tip23           | -            | Nr. 16 in de Vlaamse Top 50                            |
| Jozefien                                               | 26-10-2015            | 14-11-2015            | tip13           | -            | Nr. 14 in de Vlaamse Top 50                            |
| Grote vrouwen                                          | 30-05-2016            | 04-06-2016            | tip             | -            | Nr. 40 in de Vlaamse Top 50                            |
| Vlaanderen feest (en het is nog nooit zo warm geweest) | 16-06-2017            | 24-06-2017            | tip8            | -            | Nr. 7 in de Vlaamse Top 50                             |
| Vuur                                                   | 10-09-2018            | 22-09-2018            | tip32           | -            | met Ianthe Tavernier                                   |

#### Tournees
- Naakt doe ik de afwas (2010)
- Cleymans & Van Geel (2012-heden) (voorheen Mannen op de baan 2003-2012) met Jonas Van Geel
- Welk oog en hoeveel tranen (2013)
- Knechten van de koers (2022) met Joost Van Hyfte en Christophe Vandegoor
- Roubaix (2022-2023)

#### Videoclips
- Het zit 'm in de (2011)
- Welk oog en hoeveel tranen (2013)
- Kevin Janssens niet (2015)

## Prijzen
| Jaar | Uiting  | Titel                      | Evenement              | Prijs                      | Resultaat   |
| ---- | ------- | -------------------------- | ---------------------- | -------------------------- | ----------- |
| 2007 | Musical | Kuifje: De Zonnetempel     | Vlaamse Musicalprijzen | Beste Mannelijke Hoofdrol  | Gewonnen    |
| 2009 | Musical | Daens                      | Vlaamse Musicalprijzen | Beste Mannelijke Bijrol    | Genomineerd |
| 2013 | Lied    | Welk oog en hoeveel tranen | Radio 2 Zomerhit       | Beste Nederlandstalig Lied | Gewonnen    |